# Герб Тбилиси

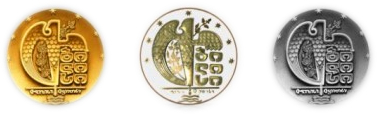
Варианты герба Тбилиси

Эмблема города Тбилиси, столицы Грузии, была разработана в конце 1980-х годов. Утверждена в качестве официальной печати Резолюцией городской власти № 15-1 от 8 июня 2005 года.

## Описание герба и его символики
Это традиционный грузинский щит, где надпись по-грузински шрифтом мхедрули თბილისი («Тбилиси») с буквицей თ образует стилизованного сокола и фазана, что иллюстрирует легенду о происхождении Тбилиси. Вдоль верхнего края расположены семь маленьких семиконечных звезд, выстроенных в полумесяц. Промежуточная дубовая веточка символизирует прочность и долговечность и создает крестовидную перегородку внизу щита, которая укрывает название Тбилиси, написанное в исторических грузинских шрифтах — асомтаврули и нусхури. Он опирается на волну, символизирующую реку Мтквари, на которой расположен город.
Автор герба почётный гражданин Тбилиси Эмир Бурджанадзе.

## Ранние версии герба

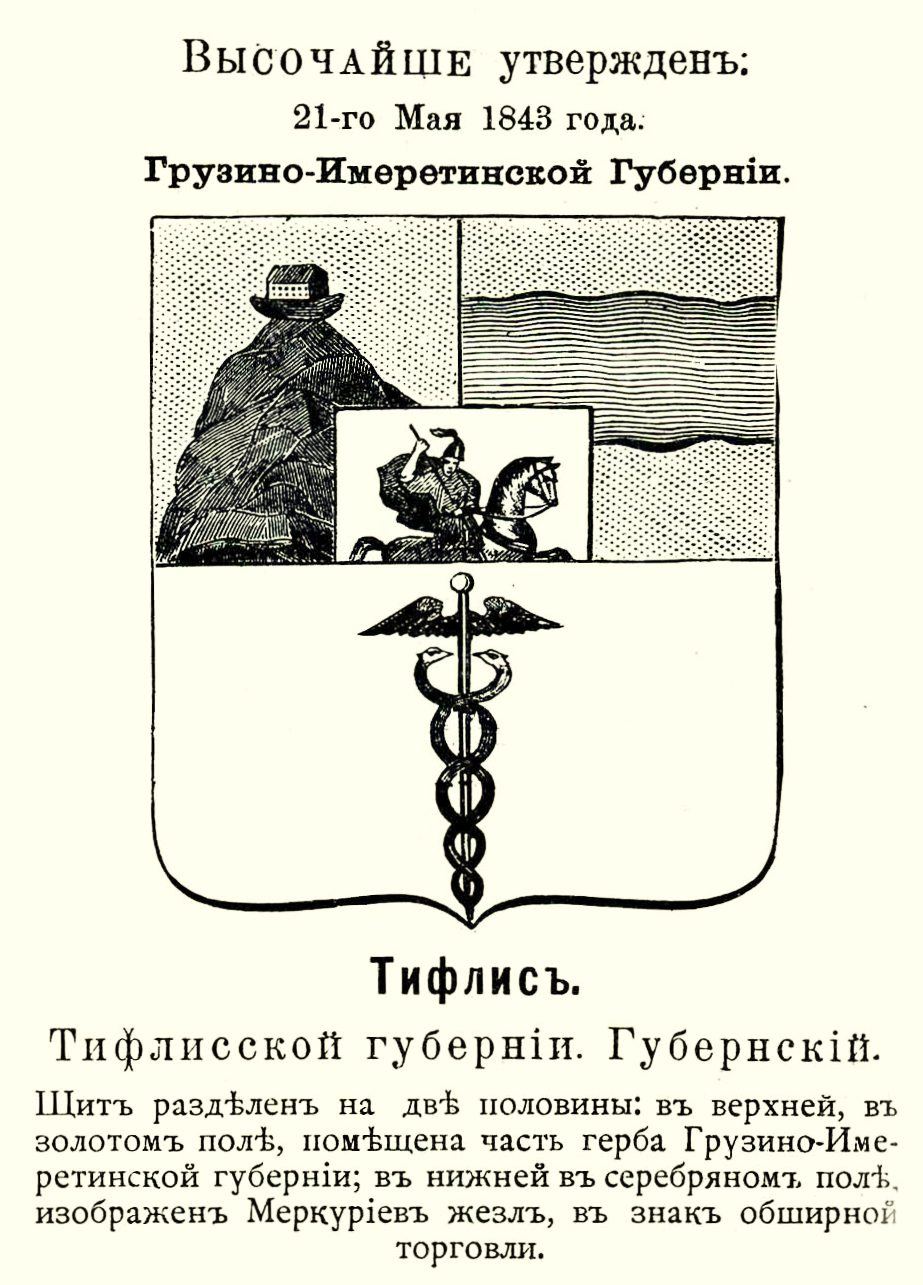
Герб губернского города Тифлиса, 1843

В составе Российской империи город именовался Тифлис. Был центром Грузино-Имеретинской губернии, затем — Тифлисской губернии. 21 мая 1843 года вместе с другими гербами Грузино-Имеретинской губернии был утверждён герб Тифлисского уезда: «Щит разделен на две половины: в верхней половине щита, в золотом поле, часть герба Грузино-Имеретинской губернии; в нижней, в серебряном поле изображен Меркуриев жезл, в знак обширной торговли».

Проект герба Тбилиси (Тифлиса) во времена царской России (вторая половина XIX века)

Во второй половине XIX века был составлен проект герба Тифлиса по правилам 1857 года: «Золотой щит разделен черным крестом, обремененным 2 серебряными отрезанными руками, держащими золотой русский трехлистный крест, стоящий на серебряном опрокинутом полумесяце, в углах щита 4 оторванные червленые львиные головы с черными глазами и языками». Щит должна была венчать грузинская корона и окружать колосья, соединённые александровской лентой. Проект не был утверждён официально.